# Caique (embarcación)

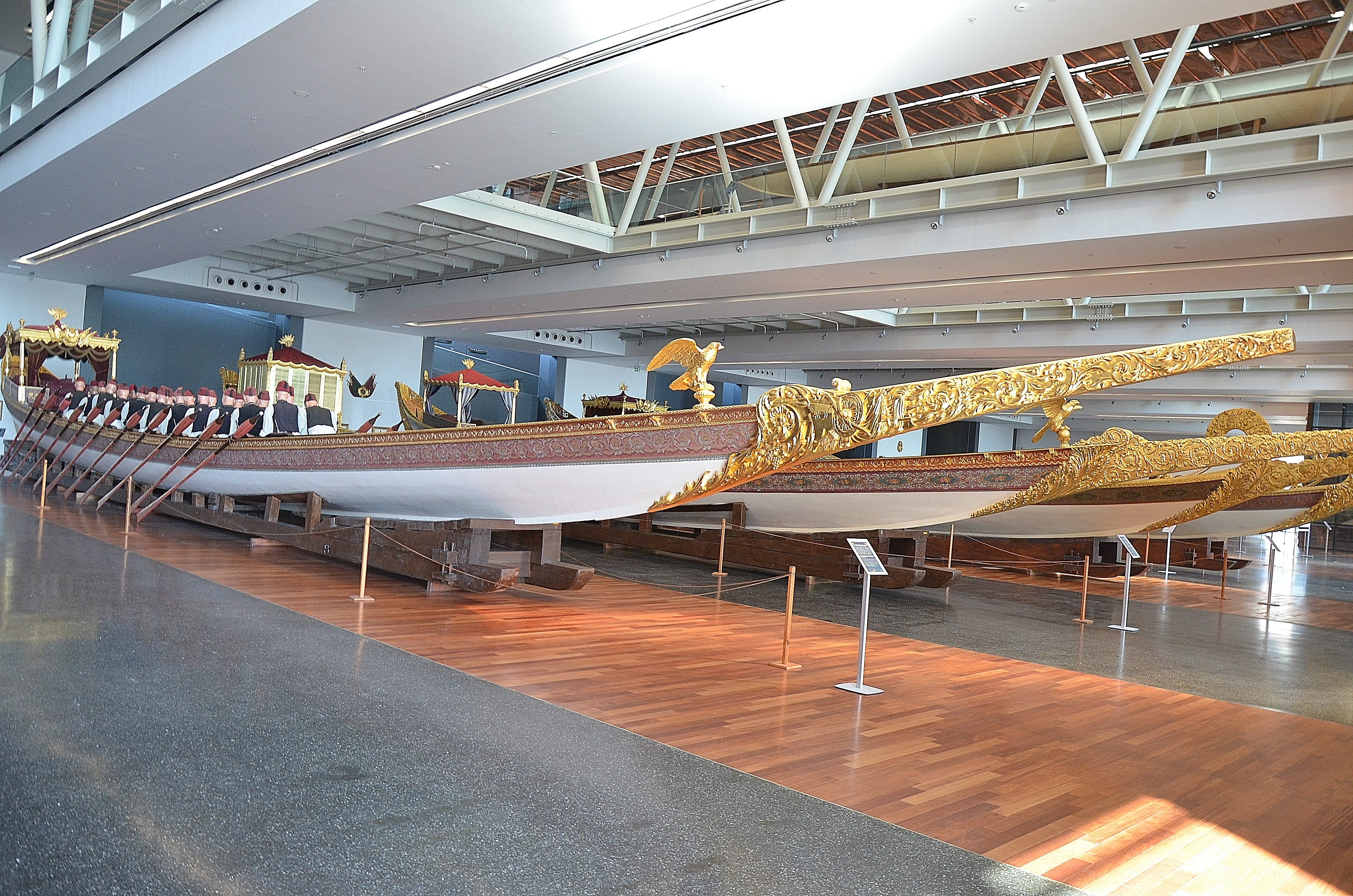
caiques del Imperio otomano en el Museo Naval de Estambul.

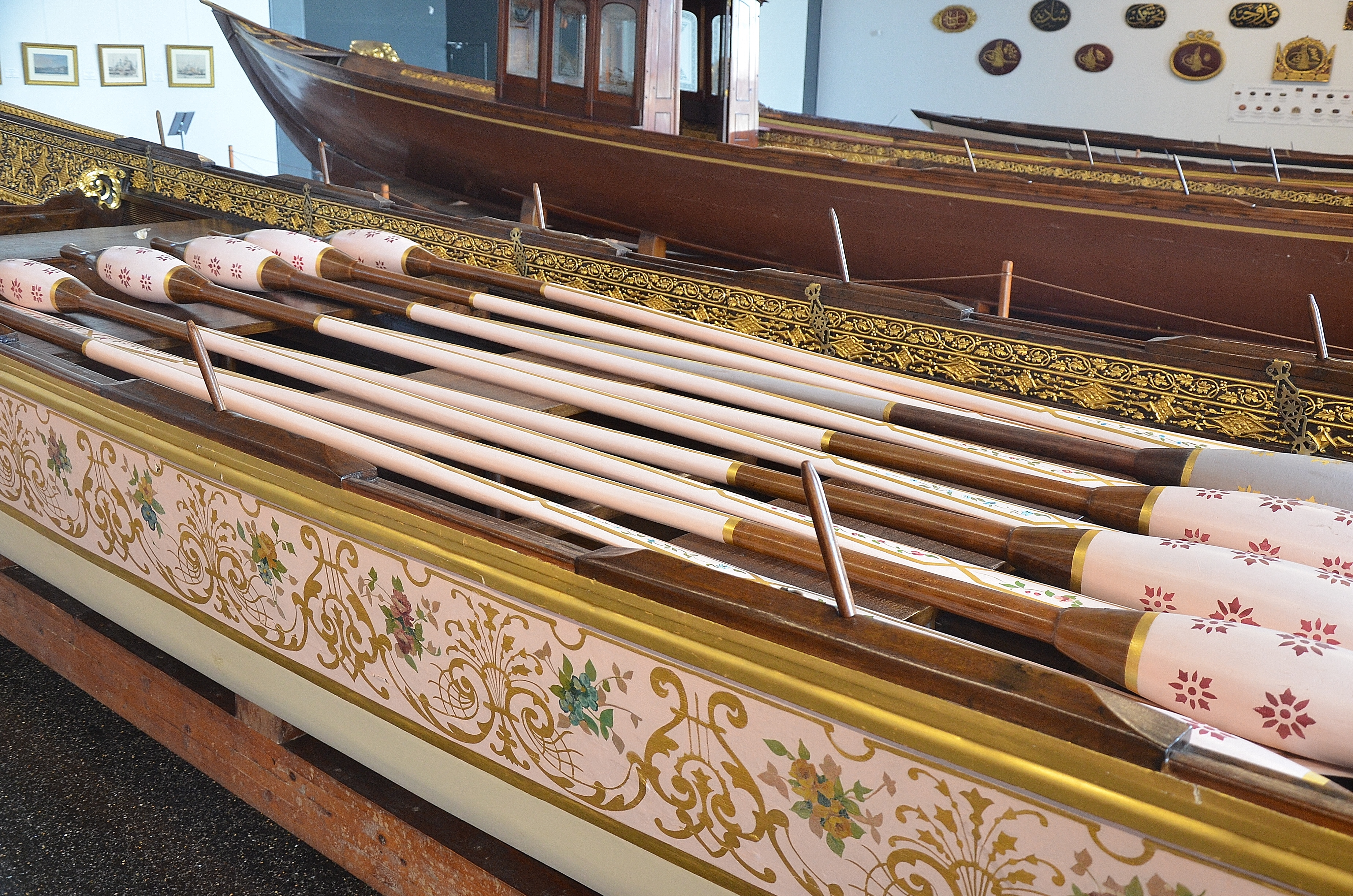
Remos de un caique imperial turco.

Un caique (del francés caïque, y este del turco kayɩk) podía ser un esquife destinado al servicio de las galeras o una barca muy ligera que se usaba en los mares de Levante.

## Descripción
Inicialmente se trataba de una embarcación ligera y apretón de pesca o enlace, de madera y con las ruedas rematade , con una quilla curva para poder ser transportado por la playa. El caique es específico del  Oriente Medio . Algunos tipos son grandes y con velas.
Es un tipo antiguo de pequeños barcos rústicos, remos o velas, el nombre se actualiza con versiones motorizadas modernas mucho más imponentes ( caique ketch o goleta ) con todas las comodidades para los cruceros costeros y apreciados por su construcción de madera.